# 古川昌義
古川 昌義（ふるかわ まさよし、1964年3月10日 - ）は大阪府出身のシンガーソングライター・ギタリスト・スタジオ・ミュージシャン。同じギタリストの古川忠義は実兄で、僧侶としても活動している。

## 来歴
7歳頃からクラシック・ギターのレッスンを受け始め、11歳の時、兄とジョイントリサイタルを行う。1976年第一回ギター新人大賞選考演奏会で2位入賞。 平松愛理、森俊之、山下政人とアマチュアバンド「ERI & WANDERLAST」を結成、活動していた。
1987年上京し、今田勝NOW WINに参加する。
1997年、NHK連続テレビ小説「甘辛しゃん」の音楽を担当。
2015年には、平松愛理、Standard Prototype、岩崎宏美、CHAKA、絢香、平原綾香、池田聡のライブサポートを行う。
そのほか髙橋真梨子、CHEMISTRY、Crystal Kay、鈴木雅之、辛島美登里、ASKA、CHAGE and ASKA、元ちとせ、中島みゆき、古内東子、椎名林檎、JUJU、德永英明、福山雅治、スウィング・アウト・シスター、SMAP、嵐、My Little Lover、中西俊博、伊豆田洋之、Bank Band、寺岡呼人、* 宮本浩次、川井郁子、松山千春など様々なアーティストのツアーやレコーディングに参加している。

## アルバム
- カタルーニャ・ムーン～バルセロナの光と影（1991年5月21日）
- 僕と僕が出会う時（1994年2月21日）
- 甘辛しゃんイメージアルバム（1997年12月3日）
- FOREHEAD（1999年12月18日）
- and then... （2002年9月25日）
- LAYER（2005年7月27日）[7]

## 出演
- 坂道のアポロン（2012年） - 桂木淳一役として歌唱シーンを担当
- 100年の音楽 - テレビ東京・BSジャパン